# N'Zécrézessou
N'Zécrézessou  è una città e sottoprefettura della Costa d'Avorio appartenente al dipartimento di Bocanda. Conta una popolazione di 26 549 abitanti (censimento 2014).